# James Rodríguez
James David Rodríguez Rubio (pronunciat [ˈxames'], com si fos un nom castellà); (Cúcuta, 12 de juliol de 1991), és un futbolista professional colombià que juga com a migcampista ofensiu o extrem al Club León i a la selecció colombiana.

## Carrera esportiva
Va començar jugant a l'Envigado FC, un equip del seu país d'origen i l'any 2008 va anar al club argentí Banfield, on va jugar fins al 2010, quan va ser transferit al FC Porto. La temporada 2012 va ser escollit jugador revelació de la lliga portuguesa, i el 2014 segon millor migcampista ofensiu d'Europa, darrere Franck Ribéry, segons un estudi de l'observatori del Centre Internacional d'Estudis de l'Esport.
L'11 de juliol de 2014 la FIFA va anunciar la seva inclusió entre els deu candidats a la Pilota d'Or al Millor Jugador del Mundial (els guanyadors de les Pilotes d'Or, Plata i Bronze als tres millors jugadors del Mundial del Brasil serien anunciats el dia 14, un dia després de la disputa de la final del Mundial a l'estadi de Maracaná).
Després d'un mundial brillant, el Reial Madrid va fitxar el jugador, pagant a l'AS Monaco uns 80 milions d'euros, i el va presentar el 22 de juliol de 2014.
El gener de 2015, va rebre el premi a millor gol de l'any, a Zuric. El gol que va fer va ser amb la selecció colombiana, contra l'Uruguai. Durant la seva primera temporada amb el Madrid va disputar 46 partits, en els quals va marcar 17 gols i va donar 17 assistències.

## Palmarès

### Club
Envigado
- Categoría Primera B: 2007[5]

Banfield
- Primera División Argentina: Apertura 2009[6]

Porto
- Lliga Europa de la UEFA: 2010–11[7]
- Primeira Liga: 2010–11, 2011–12, 2012–13[7]
- Taça de Portugal: 2010–11[7]
- Supercopa Cândido de Oliveira: 2010, 2011 2012[7]

Reial Madrid
- 2 Lligues de Campions: 2015–16,[8] 2016–17[9]
- 2 Supercopes d'Europa: 2014,[10][11][12] 2016[13]
- 2 Campionats del món de clubs: 2014[14] i 2016[15]
- 2 Lligues espanyoles: 2016-17,[16] 2019-20
- 1 Supercopa d'Espanya: 2019-20

FC Bayern München
- 2 Lligues alemanyes: 2017-18, 2018-19
- 1 Copa alemanya: 2018-19

São Paulo
- 1 Copa brasilera: 2023